# Josh Mostel

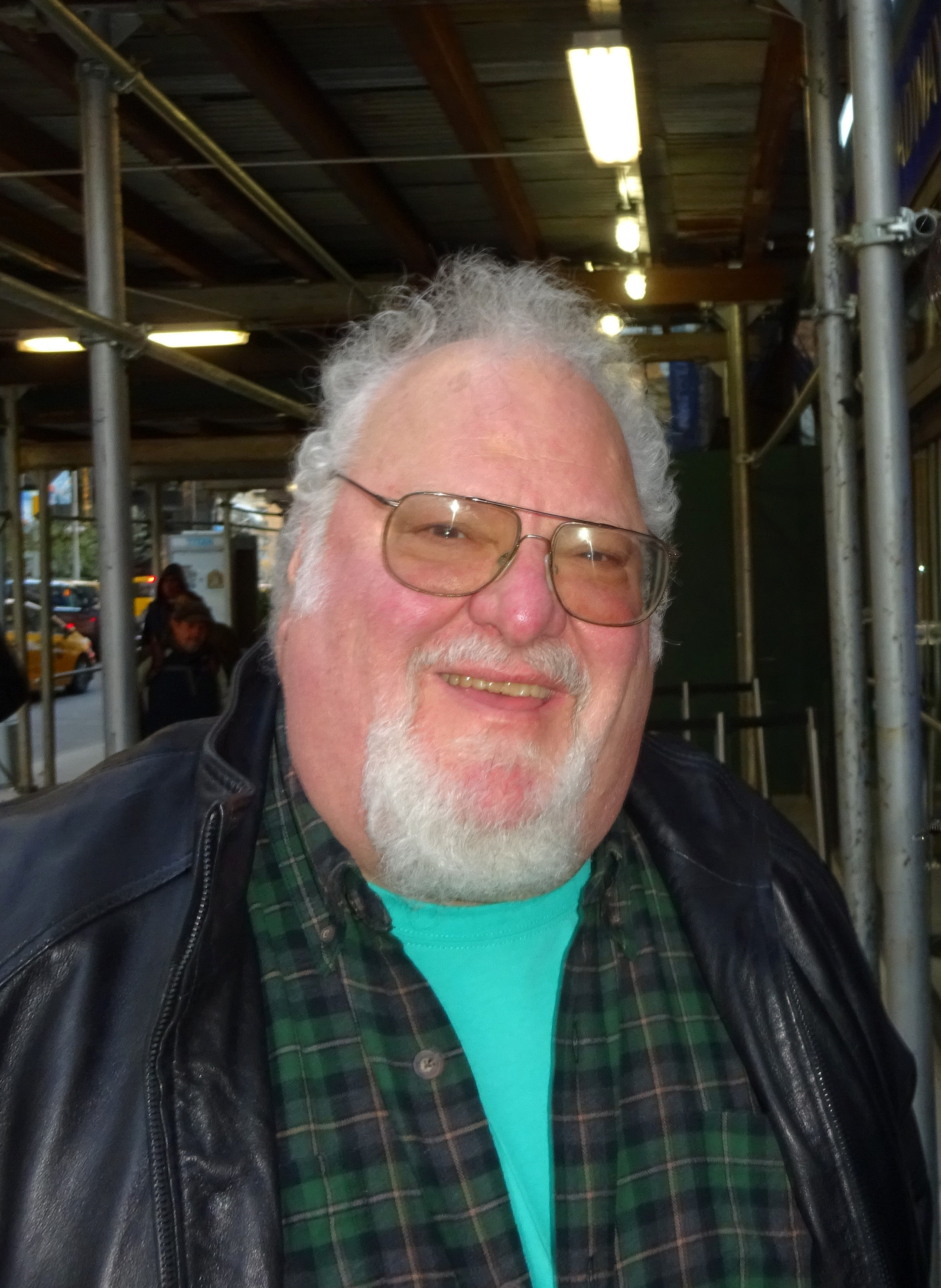
Josh Mostel (2016)

Joshua „Josh“ Mostel (* 21. Dezember 1946 in New York City, New York) ist ein US-amerikanischer Schauspieler.

## Leben
Mostel ist der Sohn des Film- und Theaterschauspielers Zero Mostel und hatte erste Bühnenauftritte als Knabensopran an der Metropolitan Opera in New York. Er besuchte die Brandeis University und feierte 1971 sein Spielfilm- und Broadway-Debüt. Nach einigen Nebenrollen an der Seite von Robert Mitchum und Jack Nicholson spielte er in der Verfilmung des Musicals Jesus Christ Superstar die Rolle des König Herodes.
1979 spielte er eine der Hauptrollen der Fernsehserie Delta House, die auf der Filmkomödie Ich glaub’, mich tritt ein Pferd basierte. Er spielte Bluto, der in der Filmvorlage von John Belushi dargestellt worden war. Die Sitcom konnte jedoch nicht an den großen Erfolg des Films anschließen und wurde nach zwölf Folgen eingestellt. In den 1980er Jahren spielte Mostel unter anderem in Woody Allens Radio Days und Oliver Stones Wall Street. Er hatte zudem einige Gastauftritte in Fernsehserien und spielte am Broadway den Münz-Matthias in Bert Brechts Dreigroschenoper. In den 1990er Jahren spielte er unter anderem in beiden City Slickers-Filmen und zwei Komödien mit Adam Sandler. Seit Ende der 1990er Jahre tritt er nur noch selten in Film und Fernsehen auf.
Mostel war mit der Filmproduzentin und Regisseurin Peggy Rajski verheiratet, er ist geschieden und hat keine Kinder.

## Filmografie (Auswahl)
- 1971: Nach Hause (Going Home)
- 1972: Der König von Marvin Gardens (The King of Marvin Gardens)
- 1973: Jesus Christ Superstar
- 1974: Harry und Tonto (Harry and Tonto)
- 1975: Eiskalt (Deadly Hero)
- 1977: Seventh Avenue – Straße der Mode (Seventh Avenue, Miniserie)
- 1979: Delta House (Fernsehserie, 13 Folgen)
- 1982: Tödliche Abrechnung (Fighting Back)
- 1982: Sophies Entscheidung (Sophie’s Choice)
- 1983: Star 80
- 1983: At Ease (Fernsehserie, 14 Folgen)
- 1984: Der Typ vom anderen Stern (The Brother from Another Planet)
- 1984: Windige Stadt (Windy City)
- 1984: Nichts wie weg (Almost You)
- 1985: Tödliche Beziehungen (Compromising Positions)
- 1986: Geschenkt ist noch zu teuer (The Money Pit)
- 1986: Spenser (Spenser: For Hire, Fernsehserie, eine Folge)
- 1987: Radio Days
- 1987: Wall Street
- 1988–1989: Murphys Gesetz (Murphy's Law, Fernsehserie, 11 Folgen)
- 1989: Einfach affig (Animal Behavior)
- 1990: Nackter Tango (Naked Tango)
- 1990: Beverly Hills, 90210 (Fernsehserie, eine Folge)
- 1991: Stadt der Hoffnung (City of Hope)
- 1991: City Slickers – Die Großstadt-Helden (City Slickers)
- 1991: Das Wunderkind Tate (Little Man Tate)
- 1992: Nicht ohne meinen Koffer (Nervous Ticks)
- 1992: Cheers (Fernsehserie, eine Folge)
- 1993: Das Königsspiel – Ein Meister wird geboren (Searching for Bobby Fischer)
- 1994: Highway Heat (The Chase)
- 1994: Auf Wiedersehen Amerika
- 1994: Die goldenen Jungs (City Slickers II: The Legend of Curly’s Gold)
- 1995: Jim Carroll – In den Straßen von New York (The Basketball Diaries)
- 1995: Billy Madison – Ein Chaot zum Verlieben (Billy Madison)
- 1995: Der Psychopath (The Maddening)
- 1995: Let It Be Me
- 1996: Überflieger (Wings, Fernsehserie, eine Folge)
- 1998: Große Erwartungen (Great Expectations)
- 1998: Dangerous Kids – Highschool der Hoffnung (Thicker Than Blood, Fernsehfilm)
- 1998: Rounders
- 1999: Schlaflos in New York (The Out-of-Towners)
- 1999: Big Daddy
- 2001: Knockaround Guys
- 2003: Law & Order (Fernsehserie, eine Folge)
- 2009: State of Play – Stand der Dinge (State of Play)
- 2012: Law & Order: Special Victims Unit (Fernsehserie, eine Folge)
- 2013: Was Nach der Ernte Bleibt (Beneath the Harvest Sky)
- 2015: Blue Bloods – Crime Scene New York (Blue Bloods, Fernsehserie, eine Folge)
- 2016: The Congressman
- 2017: Mr. Robot (Fernsehserie, 2 Folgen)
- 2020: Hunters (Fernsehserie, 3 Folgen)
- 2020: The Blacklist (Fernsehserie, eine Folge)

## Broadway
- 1971: Unlikely Heroes
- 1974: An American Millionaire
- 1976: A Texas Trilogy: Lu Ann Hampton Laverty Oberlander
- 1976: A Texas Trilogy: The Last Meeting of the Knights of the White Magnolia
- 1989: Threepenny Opera
- 1992: My Favorite Year
- 1994: The Flowering Peach
- 1996: Getting Away with Murder